# 本頓縣 (俄勒岡州)
本頓縣（英語：Benton County）是美国俄勒冈州西部的一個縣，面積1,759平方公里。根據2020年美國人口普查，共有人口95,184人。縣治科瓦利斯（Corvallis）。該縣成立於1847年12月23日，縣名紀念代表密蘇里州的聯邦參議員托马斯·哈特·本顿（Thomas Hart Benton）。